# Ariel de la meilleure actrice
Le Prix Ariel (Premio Ariel) de la meilleure actrice est une récompense cinématographique mexicaine décernée par l'Académie mexicaine des arts et des sciences cinématographiques depuis 1946.

## Nominations multiples
Concernant les actrices, plusieurs furent multi-nommées :
- 8 nominations : María Rojo (lauréate)
- 7 nominations : Marga López (lauréate)
- 6 nominations : Blanca Guerra (lauréate)
- 5 nominations : Dolores del Río (lauréate), María Félix (lauréate), Ana Ofelia Murguía
- 4 nominations : Karina Gidi (lauréate), Arcelia Ramírez, Patricia Reyes Spíndola (lauréate)
- 3 nominations : Irene Azuela (lauréate), Dolores Heredia, Libertad Lamarque, Alma Muriel, Silvia Pinal (lauréate), Helena Rojo (lauréate), Isela Vega
- 2 nominations : Ximena Ayala (lauréate), Diana Bracho, Delia Casanova (lauréate), Geraldine Chaplin, Cassandra Ciangherotti, Sofía Espinosa (lauréate), Katy Jurado (lauréate), Verónica Langer (lauréate), María Elena Marqués, Ofelia Medina (lauréate), Martha Navarro (lauréate), Blanca Estela Pavón (lauréate), Úrsula Pruneda (lauréate), Adriana Roel (lauréate), Gabriela Roel, Ilse Salas, Ana Claudia Talancón, Lucha Villa (lauréate)

## Victoires multiples
Certaines actrices ont été récompensées à plusieurs reprises :
- 3 Ariel : Dolores del Río, María Félix, Blanca Guerra, María Rojo.
- 2 Ariel : Irene Azuela, Marga López, Silvia Pinal, Patricia Reyes Spíndola, Adriana Roel.

## Palmarès
- 1946 : Dolores del Río pour le rôle de Margarita Castro dans Las abandonadas
  - Anita Blanch pour le rôle de Teresa Borrull dans La barraca
  - María Félix pour le rôle de Gálata Orsina dans El monje blanco
  - Esther Fernández pour le rôle de Rina dans Flor de durazno